# Casa senyorial dels Garcés de Marcilla
La Casa senyorial dels Garcés de Marcilla és un edifici en la localitat de Torre Alta, en el terme de Torre Baixa, Racó d'Ademús (País Valencià). Consta de dues parts ben diferenciades. D'una banda es troba la casa pròpiament dita, amb una senzilla portada amb arc de mig punt de pedra tallada i nombroses obertures en la seva façana, alguns dels quals no pertanyen a la concepció original de l'edifici. No obstant això, l'element més interessant és la torre que sobresurt en altura sobre la resta d'edificacions i que va donar nom al lloc. Es tracta d'una construcció de planta rectangular, de gruixuts murs de maó, amb quatre nivells, l'últim dels quals encara conserva les restes de les bigues del cadalse corregut de fusta que circumdava originalment aquesta última planta i que tenia funcions defensives.

## Història
Encara que les terres del Racó d'Ademús van estar des del segle xiii sota el domini directe de la Corona, va haver, no obstant això, dues excepcions: els petits senyorius de Torrealta i de Torre Baixa. Possiblement el seu origen, encara poc estudiat, està en la donació real de sengles alqueries a senyors territorials, les famílies dels quals van intervenir en la conquesta del Racó d'Ademús.
El senyoriu de Torrealta es va configurar alienant una minúscula part del Terme General d'Ademús i la família que va ostentar la possessió des dels seus orígens van ser els Garcés de Marcilla, cognom molt documentat, que apareix ocupant diversos càrrecs oficials en les dues viles històriques, Castielfabib i Ademús.
La sort que va córrer l'edifici en la història contemporània és similar al seu semblant de Torre Baixa. Amb la supressió dels senyorius i les lleis desamortitzadores del segle xix, la vella casa pairal dels Garcés de Marcilla i la seva torre va passar a ser propietat de diversos veïns fins avui dia, que roman en mans privades.